# 游子山
31°20′58″N 119°01′38″E / 31.349522°N 119.027128°E
游子山，又称游山，是南京市高淳区的丘陵。据明清史料记载，楚昭王二十七年（前489年），“孔子适楚经此山”，因而得名。长2千米，宽1-1.5千米，主峰海拔187米。